# Restio acockii
Restio acockii är en gräsväxtart som beskrevs av Neville Stuart Pillans. Restio acockii ingår i släktet Restio och familjen Restionaceae. Inga underarter finns listade i Catalogue of Life.